# Schouwburg van Van Campen

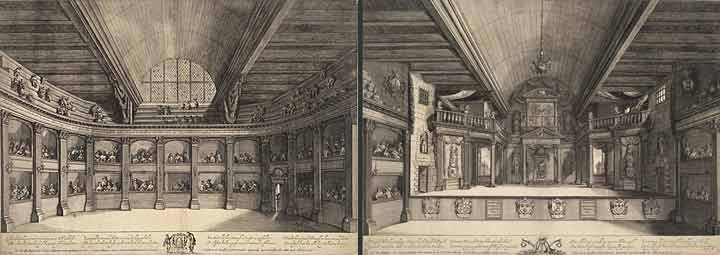
Interieur van de schouwburg van Van Campen: links de zaal, rechts het podium (kopergravures door Salomon Savery)

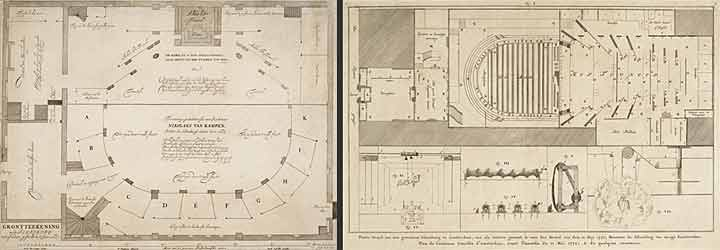
Plattegronden van de schouwburg van Van Campen door Philips Vingboons die de verbouwing leidde

De schouwburg van Van Campen was de eerste stadsschouwburg van Amsterdam. De schouwburg, aan de Keizersgracht ter hoogte van nummer 384, werd in 1637 voltooid en verving de eerder op deze plek gevestigde houten Eerste Nederduytsche Academie van Samuel Coster. 
In 1772 brandde de schouwburg af. De Schouwburgpoort bleef behouden. Een jaar later verrees achter de poort het gebouw van het Rooms Katholieke Armenkantoor, dat in 1999 is verbouwd tot hotel The Dylan.

## Voorgeschiedenis en oprichting
Aan het eind van de 16e en het begin van de 17e eeuw stonden Rederijkers, met hun liefde voor poëzie en retorica, aan de wieg van het hedendaagse toneel in Nederland.
De Academie werd in 1617 naar Italiaans voorbeeld opgezet door Coster en de toneelschrijver Bredero. Het doel was de verspreiding en de verbreding van de wetenschap door middel van voordrachten in de landstaal, maar er vonden ook schermwedstrijden plaats.
Zowel Coster als Bredero waren lid van de Amsterdamse Kamer van Rethorycke De Eglantier. Deze rederijkerskamer voerde het devies In Liefde Bloeyende.
Gedurende de welvarende Gouden Eeuw ontstond geleidelijk de behoefte aan een permanent theater- en concertgebouw. Een poging van Jan Harmensz. Krul in 1634 een 'muziekkamer' op te richten werd een financieel fiasco.
Jacob van Campen, destijds jong talent, ontwierp ter vervanging van Coster's Academie, een eenvoudig permanent theater, naar het voorbeeld het Teatro Olimpico in Vicenza. Deze eerste stenen Amsterdamse schouwburg werd gebouwd in opdracht van het Burgerweeshuis en het Oudemannenhuis, die ook de recettes ontvingen.
De schouwburg zou op 26 december 1637 worden geopend met het toneelstuk Gijsbrecht van Aemstel van Vondel. De leden van de kerkenraad verhinderden de première op tweede kerstdag. Zij beklaagden zich over een roomse ceremonie in het stuk. Op 3 januari 1638 werd de schouwburg alsnog geopend met een aangepaste 'Gijsbrecht'. Op 14 mei 1640 ging het herdersspel Clorinde en Dambise van Jan Zoet in première. Vanaf 1643 werden in de schouwburg ook concerten gegeven voor een betalend publiek.

## De schouwburg na 1665

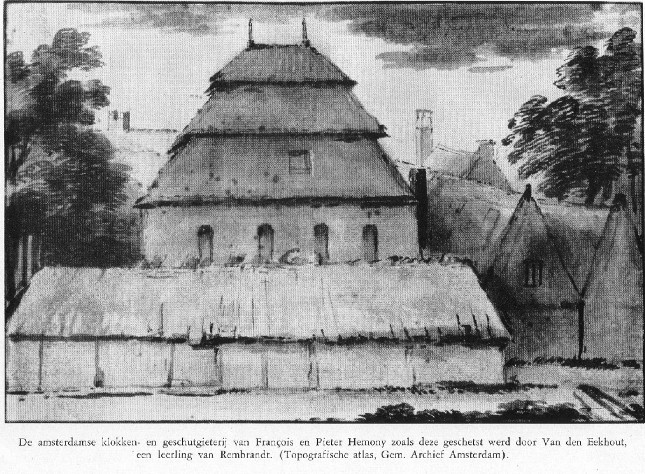
De klokkengieterij van de gebroeders Hemony aan de Leidsegracht werd na 1680 een halfjaar lang gebruikt als opera

De schouwburg van Van Campen deed tot 1664 dienst. Toen was duidelijk dat de schouwburg te klein was, niet aansloot bij het barokke ideaal van de tijd, en bovendien door de vaste bouw "niet t'elkens met gezwintheyt lichtelijk, na den eysch der spelen kan verandert worden". De sluiting van de schouwburg viel samen met het uitbreken van de Tweede Engels-Nederlandse Oorlog in 1665.
‘Het meeste binne-werk des gantschen Schouburgs’ werd uitgebroken en een stuk van de tuin erbij getrokken. De eerste steen werd gelegd door de dochter van toneelschrijver Jan Vos. De nieuwe schouwburg, die in 1665 open ging, was tweemaal zo groot als die van Van Campen: het oude gebouw had een oppervlak van 18,5 bij 20,5 meter, het nieuwe van 18,5 bij 44 meter. Het podium was een kwartslag gedraaid t.o.v. van de oude schouwburg. Een van de populairste schilders gedurende de tweede helft van de 17e eeuw Gerard de Lairesse verleende zijn medewerking aan de verfraaiing van het interieur.

Veel opzien baarden de toneelmachinerieën. Er waren snel verwisselbare perspectivisch beschilderd decors en coulissen. Met de door gewichten in evenwicht gehouden achterdoeken, luchtdoeken, ‘vliegwerken’ en ‘zinkluiken’ kon men allerlei uit de lucht laten zakken of in de vloer doen verdwijnen.
Het was gebruikelijk de dramatische handeling af en toe letterlijk stil te zetten tijdens de 'stomme vertoning'. Met zo’n vaak rijkelijk vormgegeven 'tableau vivant' (levend schilderij) met zwijgende personages in expressieve houdingen kon men, tussen de scènes, de visueel indrukwekkende hoogtepunten extra aandacht schenken.
Een van de acteurs was ook kastelein en zorgde voor het schoonmaken en onderhoud. Later werden er een orkestmeester, een balletmeester, een machinist en twee ‘kaarssnuijters’ in dienst genomen. De regentenkamer fungeerde als een soort rechtbank, waar spelers na een overtreding moesten verschijnen. De voorstellingen duurden lang. Om zo veel mogelijk van het daglicht gebruik te maken begon men 's middags om vier uur. Vaak kreeg het publiek een tragedie, een klucht, een ballet voorgeschoteld en speelde het orkest in de pauzes divertissements. De gevierde toneelspeelster Ariana Nozeman was de eerste vrouw die de rol van Badeloch vertolkte.

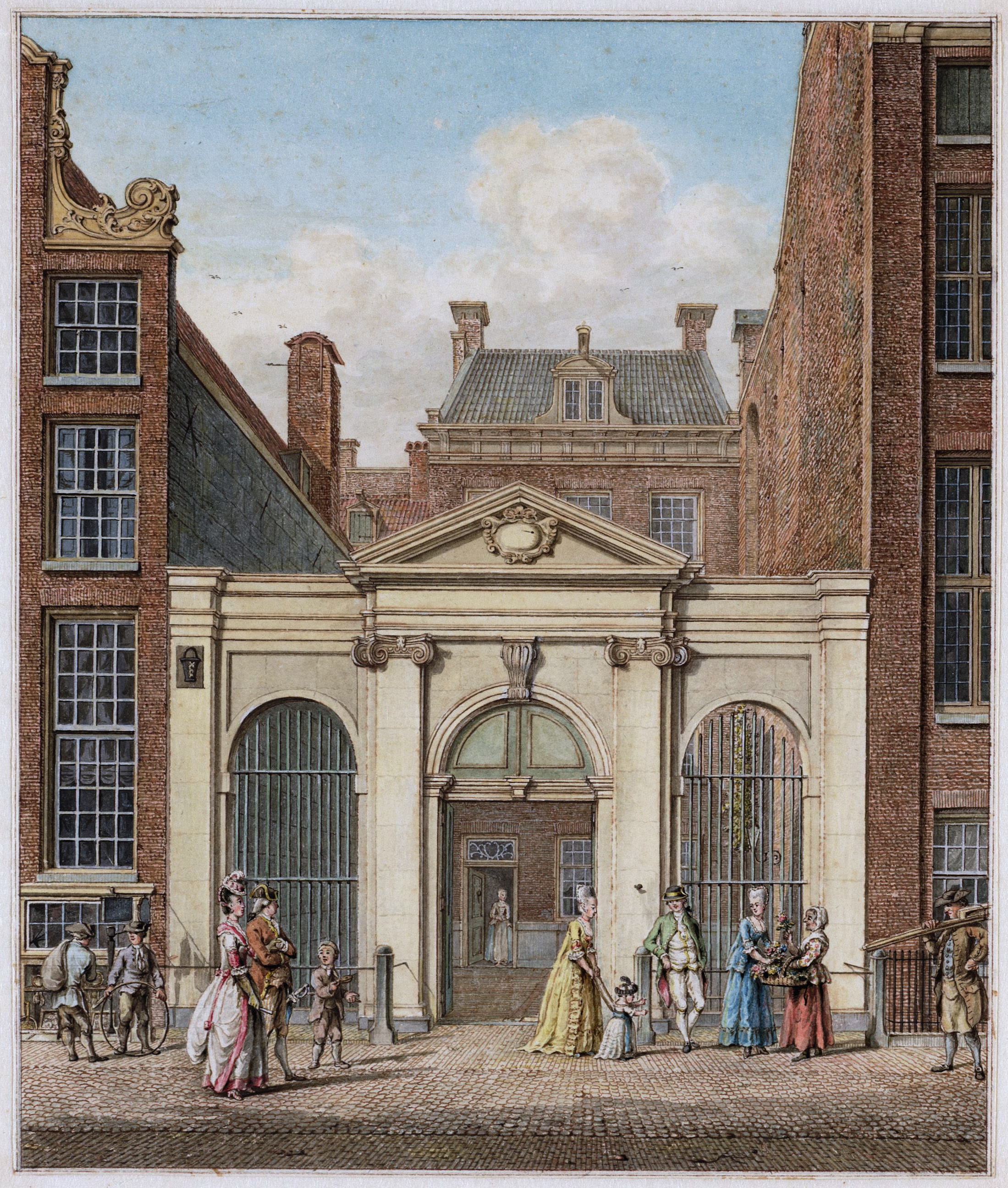
Hermanus Petrus Schouten. Voormalige Schouwburgpoort. Circa 1790-1795. Amsterdam, Stadsarchief Amsterdam.

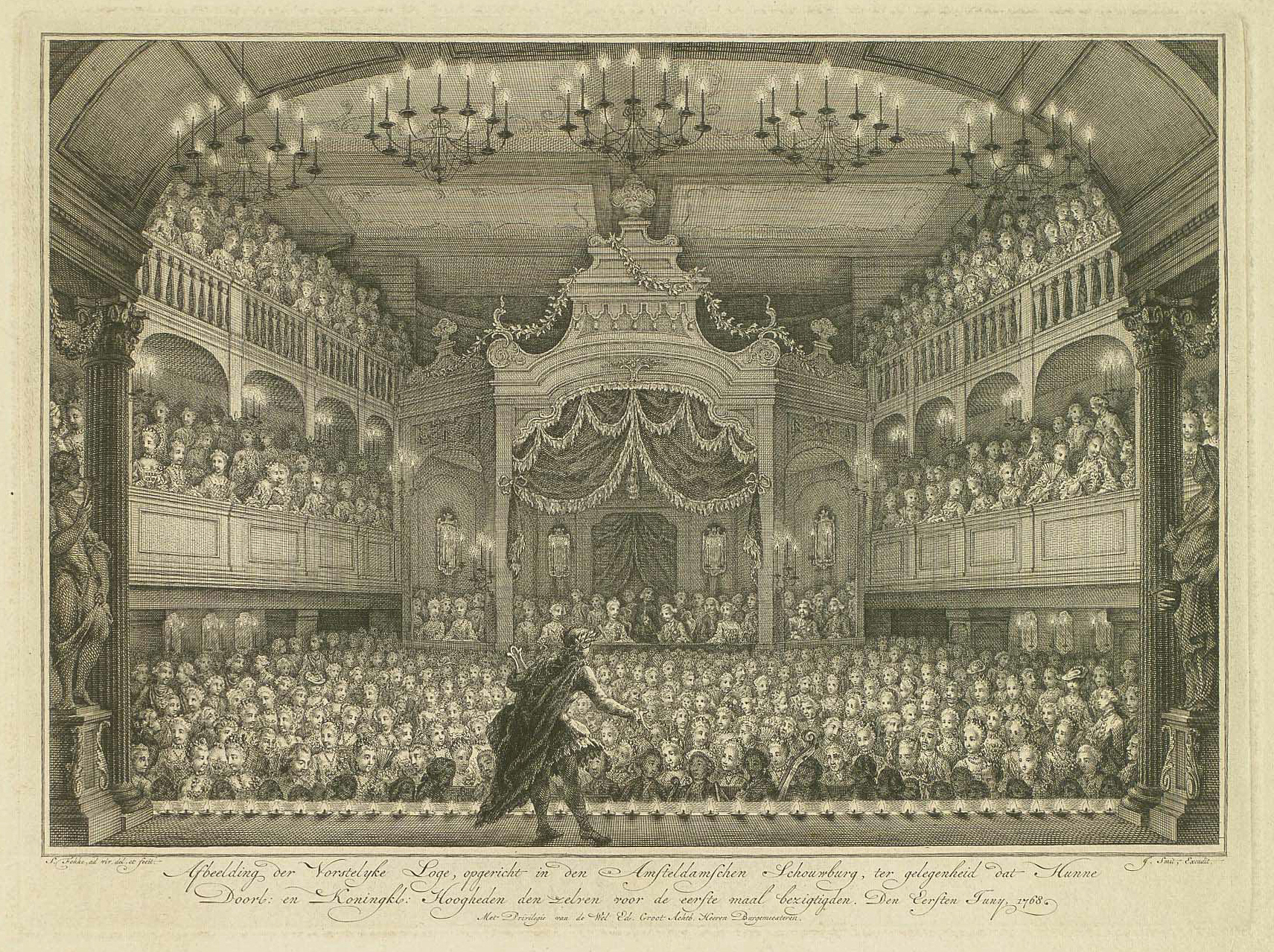
Bezoek van stadhouder Willem V aan de schouwburg op 1 juni 1768

Het was buitenlandse gezelschappen niet toegestaan in de schouwburg op te treden. De vijandelijkheden gedurende de Tachtigjarige Oorlog en het daarmee samenhangende anti- papisme bleven van invloed op het repertoire. Er mochten geen stukken met politieke lading of met een godsdienstige inhoud worden opgevoerd. Het verbod op Bijbelse toneelstukken had tot gevolg dat het merendeel van Vondels werken niet kon worden uitgevoerd. (Ook na de première van Vondels Lucifer in 1654 was commotie ontstaan)
Als gevolg van de buitenlandse dreiging en de economische crisis die daarop volgde, werd de schouwburg in het Rampjaar gesloten. Vijf jaar later in 1677 ging de schouwburg weer open en kon Isis, (LWV 54), gecomponeerd door Jean-Baptiste Lully worden opgevoerd. Al snel kreeg de schouwburg concurrentie van de Italiaansche opera van Theodoor of Dirck Strijcker, tussen het Molenpad en de Leidsegracht. Strijcker ondervond tegenstand van de regenten van de Schouwburg, maar ook van de Amsterdamse predikanten. In 1685 probeerde David Lingelbach, voorheen barbier of chirurgijn, het met een opera in Buiksloot, buiten de jurisdictie van de stad. In 1687 werd Lingelbach directeur van de schouwburg aan de Keizersgracht. Tot 1690 werden er Franse opera's, o.a. van Lully uitgevoerd, maar toen de bezoekersaantallen en de inkomsten onvoldoende waren om de kosten te bestrijden werd de productie gestopt. 
In de 18e eeuw werd steeds vaker gedanst tijdens en na de voorstelling, aanvankelijk door de acteurs, later door gespecialiseerde dansers. In 1729 ontstonden opnieuw moeilijkheden over de Gijsbrecht. Veel passages waarin God werd aangeroepen werden geschrapt en enkele verwijzingen naar Maria mochten blijven. In 1745 drongen de predikanten opnieuw aan op een sluiting, die in 1749 weer ongedaan kon worden gemaakt. Bij het bezoek van Stadhouder Willem V op 1 juni 1768 aan de schouwburg is "Demofonte", een opera van Antonio Caldara opgevoerd. Dat blijkt uit tekeningen van kunstenaar Simon Fokke, zelf ook een toneelspeler.

## Brand in de Amsterdamse Schouwburg van Vingboons

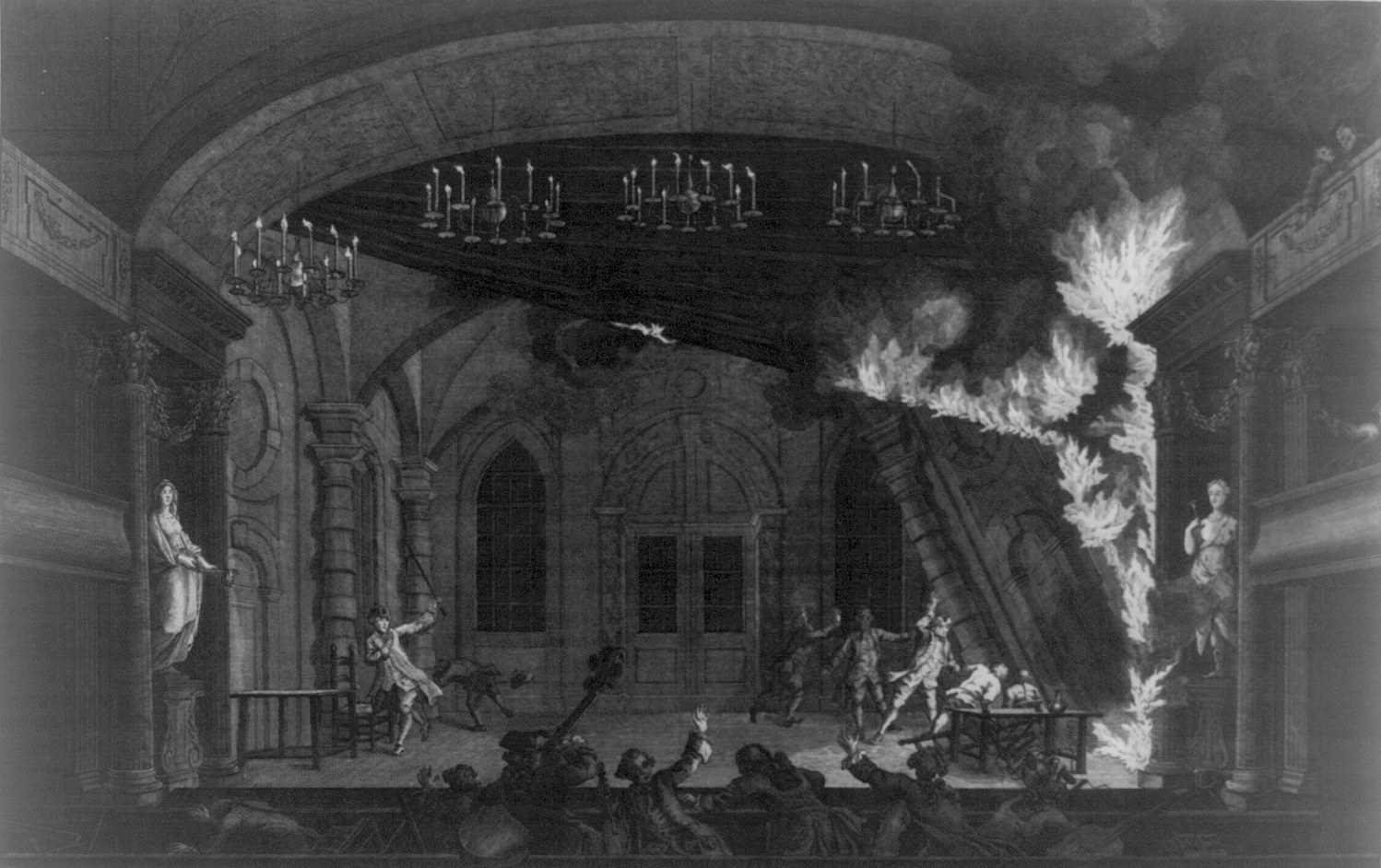
Brand in de Amsterdamse Schouwburg 1772

Op 11 mei 1772 aan het einde van een voorstelling van Vlaamse acteurs vatte een touw vlam en stond binnen enkele minuten het hele toneel van de Schouwburg van Vingboons in lichterlaaie. De schouwburg brandde geheel af. Er vielen 18 doden. Het puin werd gezeefd vanwege het goud en de juwelen. Het erf werd gekocht door het R.K Oude Armen Kantoor.
- Sinds 2018 brengt Theater Kwast een bewerking van Vondels Gijsbreght van Aemstel in Hotel The Dylan, op de locatie van de eerste Schouwburg van Amsterdam. In 2021 kon vanwege de coronacrisis geen opvoering gegeven worden. In plaats daarvan werd ter plekke een hoorspelversie gemaakt.
- In 1640 had men twee katholieke directieleden benoemd: Pieter Codde en Claes Cornelisz. Moeyaert. Tussen 1655 tot 1659 was Lodewijk Meyer een van de directeuren, gedurende de periode dat ook de stukken van zijn kompanen Andries Pels en Govert Bidloo, leden van het gezelschap Nil Volentibus Arduum, veel aandacht kregen. Tobias van Domselaer was gedurende 22 jaar, aanvankelijk samen met Jan Vos (19 jaar van 1647 - 1667) regent van de schouwburg. Het schouwburgbestuur werd in 1691 gehalveerd en er bleven twee directeuren over; belangrijk waren Joan Pluimer en Pieter Bernagie.
- Cornelis Troost werd opgeleid tot acteur en werkte tussen 1719 en 1724 in de Nieuwe Amsterdamse Schouwburg.
- In 1774 werd de eerste stadsschouwburg op het Leidseplein geopend. In 1786 werd de De Franse Comedie geopend en in 1791 de Hoogduitsche Schouwburg in de Amstelstraat.